# Amcor
Amcor Limited — международная упаковочная компания. Штаб-квартира компании расположена в Мельбурне, Австралия.
Располагает производственными фабриками в 40 странах мира. Общий штат компании составляет примерно 29100 человек.